# سیارک ۲۲۰۰۲
سیارک ۲۲۰۰۲ (به انگلیسی: 22002 Richardregan، نامگذاری:1999XB42) بیست و دو هزار و دومین سیارک کشف شده‌است که در ۷ دسامبر ۱۹۹۹ کشف شد.
قدر مطلق سیارک برابر ۱۴.۸ است.